# عرقون سيبيري
عرقون سيبيري (الاسم العلمي:Euphrasia sibirica) هي نوع نباتي يتبع جنس العرقون من الفصيلة الجعفيلية.  